# عفاف حمدي
عفاف حمدي ممثلة مصرية من مواليد 1949 معاصرة برعت في ادوار الأم في كثير من المسلسلات مع بداية الألفية الثالثة.

## أعمالها

### مسلسلات
- زواج بالإكراه 2015
- المنتقم 2012
- الريان 2011
- مشرفة رجل لهذا الزمان 2011
- اغلى من حياتي 2010
- حقي برقبتي 2009
- أفراح إبليس 2009
- أولاد الحلال 2009
- حدف بحر 2009
- قلب الخطر 2008
- بعد الفراق 2008
- أدهم الشرقاوي 2008
- أحلامك أوامر 2007
- صرخة أنثى 2007
- الملك فاروق 2007
- لا أحد ينام في الإسكندرية 2006
- المنادي 2006
- سوق الخضار 2006
- نور الصباح 2006
- السندريلا 2006
- على نار هادئة 2005
- التوبة 2005
- أنا وهؤلاء 2005
- زهور شتويه 2005
- اللؤلؤ المنثور 2002
- العصيان 2002,2003
- فارس بلا جواد 2002
- طرح البشر 2002
- حمزة وبناته الخمسة2001
- سوق العصر 2001
- سر الأرض 1998
- القنفد 1997
- حياة الجوهري 1996
- رابعة تعود 1996
- يوميات ونيس (ج2) 1995
- كنوز لا تضيع 1990
- أولاد آدم 1986
- الكابتن جودة 1986
- أهلاً بالسكان 1984
- الرجل والحصان 1982
- حلم آخر الليل
- أيوب البحر.

### أعمال أخري
- فيلم خمس نجوم 2007
- مسرحية الناس اللى في التالت 2004

## روابط خارجية
- عفاف حمدي على موقع الدهليز
- عفاف حمدي على موقع قاعدة بيانات الأفلام العربية